# SpaceX Crew-7
SpaceX Crew-7 est un vol opérationnel habité du vaisseau spatial Crew Dragon de la société américaine SpaceX. Lancé le 26 août 2023, il transporte quatre membres des expéditions 69 et 70 de la Station spatiale internationale. Le segment européen de la mission est appelé Huginn.

## Équipage
- Commandant : Jasmin Moghbeli (1),  États-Unis, NASA
- Pilote : Andreas Mogensen (2),  Danemark, ESA
- Spécialiste de mission 1 : Satoshi Furukawa (2),  Japon, JAXA
- Spécialiste de mission 2 : Konstantin Borissov (1),  Russie, Roscosmos[1],[2]

(Le chiffre entre parenthèses indique le nombre de vols spatiaux effectués par l'astronaute, SpaceX Crew-7 inclus.)

## Déroulement de la mission
Le lancement du vaisseau Endurance a lieu le 26 août 2023 à 7 h 27 UTC depuis l'aire 39–A du centre spatial Kennedy. Le vaisseau s'amarre à l'ISS le lendemain à 13 h 16 UTC. Ses quatre occupants participent à l'expédition 69.
Après s'être désamarrée de l'ISS le 11 mars 2024 à 15 h 20 UTC, la capsule revient sur Terre le 12 mars en amerrissant à 9 h 47 UTC dans le golfe du Mexique.